# Cláudia Pascoal
Cláudia Rafaela Teixeira Pascoal (Gondomar, 12 ottobre 1994) è una cantante portoghese.
Ha rappresentato il Portogallo all'Eurovision Song Contest 2018 con il brano O jardim.

## Biografia
Cláudia Pascoal ha iniziato a farsi conoscere al pubblico nel 2010 con la sua partecipazione alla prima edizione di Ídolos, versione portoghese del programma Idols, venendo eliminata nella Top 20. Tra il 2013 e 2015 ha preso parte a molti altri talent show come The X Factor, il programma radiofonico Curto circuito e la quinta edizione di Ídolos. Dopo un anno di pausa, nel 2017 è tornata alla ribalta partecipando alla quinta edizione della versione portoghese di The Voice, arrivando alle semifinali e classificandosi 6ª.
Nel gennaio 2018 ha preso parte al Festival da Canção, il programma di selezione portoghese per l'annuale Eurovision Song Contest, con il brano O jardim, scritto dalla compositrice Isaura Santos che l'ha accompagnata sul palco come corista. Dopo aver superato le semifinali ha avuto accesso alla finale, nella quale è stata proclamata vincitrice. È arrivata seconda nel voto delle giurie e prima nel televoto. Questo le ha concesso il diritto di rappresentare il Portogallo all'Eurovision Song Contest 2018 a Lisbona. Il duo si è esibito nella serata finale della manifestazione, tenutasi il 12 maggio 2018, classificandosi all'ultimo posto su 26 partecipanti con 39 punti totalizzati. Il brano ha raggiunto la 21ª posizione della classifica portoghese.
Negli anni successivi la cantante ha pubblicato una serie di inediti che sono stati inclusi nell'album di debutto !, uscito nella primavera del 2020. Il disco ha esordito al 6º posto nella classifica di vendite nazionale.
Nel gennaio 2023 è stata confermata fra i 20 partecipanti al Festival da Canção, dove ha presentato l'inedito Nasci Maria, classificandosi al 3º posto nella finale.

## Discografia

### Album in studio
- 2020 – !
- 2023 – !!

### Singoli
- 2017 – Ocasionalidade (feat. Pedro Gonçalves)
- 2018 – O jardim (feat. Isaura)
- 2019 – Ter e não ter
- 2019 – Viver
- 2020 – Espalha brasas
- 2020 – Passo a passo (con Tomás Adrião)
- 2020 – Quase dança
- 2021 – Honesty Bar (con D'alva)
- 2021 – Tanto faz
- 2021 – Fado chiclete
- 2022 – Eh para a frente, eh para trás

#### Brani musicali
- 2023 – Nasci Maria